# Vinbæk
Vinbæk (også Elkær Å, Løstrup Å, Løstrup Bæk, på tysk Winbek, Elkierau) er en eng og et vandløb i det nordøstlige Angel (Sørup Sogn, Ny Herred) i Sydslesvig i den nordtyske delstat Slesvig-Holsten. Bækken udspringer ved Sørup-Tingskov, løber øst om Løstrup og Sørup og udmunder efter 6 km i Søndersø, forfra vandløbet fortsætter som Søndersø Å, inden den efter få km munder ud i Bondeåen. Bækken har tilløb af Kulbæk (Kuhlbek, også Höllbek) og Sørupskov Å.
Åen er første gang nævnt 1687 (Elkærdam) og 1723 (Vindbæk). Forleddet er snarest adj. vind i betydning skæv, snoet. Betydning er en bæk med stærkt bugtet løb, hvilket stemmer overens med de lokale naturforholde. Vandløbet har flere betegnelser.